# Asim Khan
Pour les articles homonymes, voir Khan (homonymie).
Asim Khan , né le 29 octobre 1996 à Lahore, est un joueur professionnel de squash représentant le Pakistan. Il atteint en octobre 2022 la 53e place mondiale sur le circuit international, son meilleur classement.

## Biographie
En 2022, il participe aux championnats du monde mais s'incline au premier tour face à Yassin Elshafei.

## Palmarès

### Titres
- Championnats d'Asie par équipes : 2018